# Crocidura ansellorum
Crocidura ansellorum är en däggdjursart som beskrevs av Rainer Hutterer och Nico J. Dippenaar 1987. Crocidura ansellorum ingår i släktet Crocidura, och familjen näbbmöss. IUCN kategoriserar arten globalt som starkt hotad. Inga underarter finns listade i Catalogue of Life.
Denna näbbmus förekommer endemisk i Zambia. Arten vistas i galleriskogar alltid i närheten av vattendrag. Hittills är bara fyra individer kända.